# ایرپلی مسیحی
ایرپلی مسیحی (انگلیسی: Christian Airplay) یک جدول موسیقی است که از ۲۱ ژوئن ۲۰۰۳ به‌صورت هفتگی توسط مجلهٔ بیلبورد در ایالات متحده منتشر می‌شود.
این جدول ۵۰ ترانه با بیشترین شنونده که در چندین ایستگاه رادیوی مسیحی در سرتاسر کشور پخش شده‌اند را مطابق با نظارت سامانه‌های داده‌های پخش نیلسن فهرست می‌کند و برای این رتبه‌بندی، به رتبه‌بندی نیلسن هر ایستگاه استناد می‌کند.

## دستاوردها در جدول

### بیشترین شماره یک
| مجموع | هنرمند              | منبع  |
| ----- | ------------------- | ----- |
| ۱۷    | مرسی‌می              | [ ۱ ] |
| ۱۲    | جرمی کمپ            | [ ۲ ] |
| ۱۱    | متیو وست            | [ ۳ ] |
| ۱۱    | کستینگ کراونز       | [ ۴ ] |
| ۱۱    | فور کینگ اند کانتری | [ ۵ ] |
| ۱۱    | توبی‌مک              | [ ۶ ] |
| ۱۰    | کریس تاملین         | [ ۷ ] |

### بیشترین هفته‌های حضور در شماره یک
| تعداد هفته‌ها | هنرمند(ها)                         | ترانه                                | سال(ها) |
| ------------ | ---------------------------------- | ------------------------------------ | ------- |
| ۲۳           | مرسی‌می                             | «کلام خدا سخن می‌گوید»                | ۲۰۰۳    |
| ۲۰           | زک ویلیامز                         | «کر کلیسای قدیمی»                    | ۲۰۱۷–۱۸ |
| ۱۹           | کستینگ کراونز                      | «شرق به غرب»                         | ۲۰۰۷    |
| ۱۹           | برندون هیث                         | «چشمانت را به من بده»                | ۲۰۰۸    |
| ۱۸           | کریس تاملین                        | «ساخته‌شده برای عبادت»                | ۲۰۰۶    |
| ۱۷           | متیو وست                           | «سلام، نام من»                       | ۲۰۱۳    |
| ۱۶           | مرسی‌می                             | «والاتر»                             | ۲۰۱۴–۱۵ |
| ۱۶           | لورن دایگل                         | «تو بگو»                             | ۲۰۱۸–۱۹ |
| ۱۵           | جرمی کمپ                           | «خودت را پس بگیر»                    | ۲۰۰۵    |
| ۱۵           | بیلدینگ ۴۲۹                        | «جایی که به آن تعلق دارم»            | ۲۰۱۲    |
| ۱۵           | کریس تاملین                        | «از کی بترسم (خدای لشکریان فرشته‌ها)» | ۲۰۱۳    |
| ۱۵           | زک ویلیامز                         | «زنجیرشکن»                           | ۲۰۱۶–۱۷ |
| ۱۵           | کستینگ کراونز به‌همراه متیو وست     | «هیچ‌کس»                              | ۲۰۱۹–۲۰ |
| ۱۴           | کستینگ کراونز                      | «صدای حقیقت»                         | ۲۰۰۴–۰۵ |
| ۱۴           | متیو وست                           | «حرکات»                              | ۲۰۰۸    |
| ۱۴           | توبی‌مک                             | «شهر روی زانوهای ما»                 | ۲۰۰۹    |
| ۱۴           | نیوزبویز                           | «ما باور داریم»                      | ۲۰۱۴    |
| ۱۳           | مت ردمن                            | «۱۰٬۰۰۰ دلیل (خداوند را برکت بده)»   | ۲۰۱۲    |
| ۱۳           | ثرد دی                             | «نام مرا صدا کن»                     | ۲۰۰۸    |
| ۱۳           | مرسی‌می                             | «اینجا با من»                        | ۲۰۰۴    |
| ۱۳           | کوری آسبری                         | «عشق بی پروا»                        | ۲۰۱۸    |
| ۱۲           | مندیسا                             | «غلبه‌کننده»                          | ۲۰۱۳    |
| ۱۱           | فیلیپس، کریگ اند دین               | «آواز مکاشفه»                        | ۲۰۰۹    |
| ۱۱           | آرون شوست                          | «ناجی من خدای من»                    | ۲۰۰۶    |
| ۱۱           | مرسی‌می                             | «بی‌نقص»                              | ۲۰۱۵    |
| ۱۰           | مرسی‌می                             | «همه خلقت»                           | ۲۰۱۰    |
| ۱۰           | جرمی کمپ                           | «روزی خواهد آمد»                     | ۲۰۰۹    |
| ۱۰           | کستینگ کراونز                      | «آواز زندگی»                         | ۲۰۰۵    |
| ۱۰           | ثرد دی                             | «به درگاه عیسی گریه کن»              | ۲۰۰۵    |
| ۱۰           | فیل ویکهام                         | «این نعمت شگفت‌انگیز است»             | ۲۰۱۴    |
| ۱۰           | ثرد دی (به‌همراه آل سانز اند داترز) | «روح در آتش»                         | ۲۰۱۵    |
| ۱۰           | جردن فلیز                          | «رودخانه»                            | ۲۰۱۵–۱۶ |
| ۱۰           | فور کینگ اند کانتری                | «فقط خدا می‌داند»                     | ۲۰۱۹    |

منبع: